# Narycia commatica
Narycia commatica är en fjärilsart som beskrevs av Turner 1933. Narycia commatica ingår i släktet Narycia och familjen säckspinnare. Inga underarter finns listade i Catalogue of Life.